# Алтенбург (Мисури)
Алтенбург (енгл. Altenburg) град је у америчкој савезној држави Мисури.

## Демографија
По попису из 2010. године број становника је 352, што је 43 (13,9%) становника више него 2000. године.
| Група             | 2000.       | 2010.       |
| Белци             | 307 (99,4%) | 349 (99,1%) |
| Афроамериканци    | 0 (0,0%)    | 1 (0,3%)    |
| Азијати           | 0 (0,0%)    | 0 (0,0%)    |
| Хиспаноамериканци | 0 (0,0%)    | 0 (0,0%)    |
| Укупно            | 309         | 352         |